# Sacha Sosno
 (août 2012).
Si vous disposez d'ouvrages ou d'articles de référence ou si vous connaissez des sites web de qualité traitant du thème abordé ici, merci de compléter l'article en donnant les références utiles à sa vérifiabilité et en les liant à la section « Notes et références ».
Sacha Sosno, pseudonyme d’Alexandre Joseph Sosnowsky, né le 18 mars 1937 à Marseille et mort le 3 décembre 2013 à Monaco,, est un sculpteur, peintre et plasticien français.

## Biographie
Sacha Sosno passe son enfance en Lettonie. À Nice, il rencontre le peintre Henri Matisse en 1948 puis Yves Klein et Arman en 1956. Il étudie les langues orientales à Sciences-Po à Paris en 1958. De retour à Nice en 1961, il crée la revue Sud Communication où il publie la première théorie de l'École de Nice. Dans les années 1960, il effectue son service militaire, pratique l'archéologie, la presse, l'imprimerie, devient reporter de guerre en Irlande du Nord, au Bangladesh, et au Biafra.
Il revient à la peinture. Le concept d'oblitération (« cacher pour mieux montrer ») lui est directement inspiré par son travail de photographe. Il participe également à l'art sociologique à Paris avec Fred Forest et Bernard Teyssèdre.
En 1974, il vend son atelier parisien pour effectuer une traversée de l'Atlantique en voilier avec sa compagne Mascha. Il expose à Porto et à Caracas. De retour à Nice, il crée ses premières sculptures (Voitures oblitérées).
Dans les années 1980, il est conseiller artistique dans la couture. Le musée des beaux-arts de Nice lui consacre une exposition personnelle, et à l'Aldrich Contemporary Art Museum (en) de Ridgefield a lieu sa première exposition américaine. On lui commande une œuvre pour la galerie Beaubourg à Paris, et il collabore avec la galerie Marisa del Re à New York.
En 1980, avec Jacques Lepage à Nice, il rencontre l'artiste Vittorio Del Piano, auteur d'un projet à Taranto : Museo della Sensibilità Mediterranea e della Città dell'Arte-Pura.
Entre 1986 et 1988, il réalise des projets de sculpture en rapports avec l'architecture dans une esthétique post-moderne, notamment les deux bronzes monumentaux de l'hôtel Élysée Palace à Nice avec l'architecte Georges-Xavier Marguerita.
Dans les années 1990, il installe son atelier sur les hauteurs de Nice à Bellet où il plante des vignes et des oliviers. Il travaille à divers projets architecturaux et expositions internationales aux États-Unis, Japon, Corée, Canada et Grèce. Il ouvre un atelier annexe à Monaco.
En 2000-2002, avec Yves Bayard et Francis Chapus architectes, il réalise la Tête Carrée, première sculpture habitée au monde[réf. nécessaire], comprenant les bureaux de la bibliothèque centrale de Nice Louis Nucéra. Il participe à des expositions internationales au cours des années suivantes en Russie, en Chine et en Italie. Il reçoit différentes commandes d'ensembles monumentaux pour des sculptures monumentales et en plein air.

## Expositions récentes
- Exposition galerie Guy Pieters (Belgique), Juin 2003
- Galerie Le Violon Bleu, (Tunis, Sidi Bou Saïd (Tunisie), 2007
- Hôpital Princesse Grace (Monaco), 2008
- Exposition Mail-art 2008 À demain, Paris (France), 2008
- Quartier Carros, Nice (France), 2009
- Eco Art Parade, (Monaco), 2009
- Exposition extérieures, Roquebrune-Cap-Martin (France), 2011
- Franchement Art, Citadelle de Villefranche-sur-Mer (France), 2011